# الكشفا (كعيدنة)

تعديل مصدري - تعديل

الكشفا هي إحدى قرى عزلة السكابة والحماريين بمديرية كعيدنة التابعة لمحافظة حجة، بلغ تعداد سكانها 42 نسمة حسب تعداد اليمن لعام 2004.